# Episodi di The Bob Newhart Show (seconda stagione)
La seconda stagione della serie televisiva The Bob Newhart Show è stata trasmessa in anteprima negli Stati Uniti d'America dalla CBS tra il 15 settembre 1973 e il 2 marzo 1974.
| nº | Titolo originale                        | Titolo italiano | Prima TV USA      | Prima TV Italia |
| -- | --------------------------------------- | --------------- | ----------------- | --------------- |
| 1  | Last TV Show                            |                 | 15 settembre 1973 |                 |
| 2  | Motel                                   |                 | 22 settembre 1973 |                 |
| 3  | Backlash                                |                 | 29 settembre 1973 |                 |
| 4  | Somebody Down Here Likes Me             |                 | 6 ottobre 1973    |                 |
| 5  | Emily in for Carol                      |                 | 13 ottobre 1973   |                 |
| 6  | Have You Met Miss Dietz?                |                 | 20 ottobre 1973   |                 |
| 7  | Old Man Rivers                          |                 | 27 ottobre 1973   |                 |
| 8  | Mister Emily Hartley                    |                 | 3 novembre 1973   |                 |
| 9  | Mutiny on the Hartley                   |                 | 10 novembre 1973  |                 |
| 10 | I'm Okay, You're Okay, So What's Wrong? |                 | 17 novembre 1973  |                 |
| 11 | Fit, Fat and Forty One                  |                 | 24 novembre 1973  |                 |
| 12 | Blues for Mr. Borden                    |                 | 1º dicembre 1973  |                 |
| 13 | My Wife Belongs to Daddy                |                 | 8 dicembre 1973   |                 |
| 14 | T.S. Elliot                             |                 | 15 dicembre 1973  |                 |
| 15 | I'm Dreaming of a Slight Christmas      |                 | 22 dicembre 1973  |                 |
| 16 | Oh, Brother                             |                 | 5 gennaio 1974    |                 |
| 17 | The Modernization of Emily              |                 | 12 gennaio 1974   |                 |
| 18 | The Jobless Corps                       |                 | 19 gennaio 1974   |                 |
| 19 | Clink Shrink                            |                 | 26 gennaio 1974   |                 |
| 20 | Mind Your Own Business                  |                 | 2 febbraio 1974   |                 |
| 21 | A Love Story                            |                 | 9 febbraio 1974   |                 |
| 22 | By the Way... You're Fired              |                 | 16 febbraio 1974  |                 |
| 23 | Confessions of an Orthodontist          |                 | 23 febbraio 1974  |                 |
| 24 | A Matter of Principal                   |                 | 2 marzo 1974      |                 |